# گانیسون، میسیسیپی
گانیسون (به انگلیسی: Gunnison) شهرکی در ایالت میسیسیپی کشور ایالات متحده آمریکا است که جمعیت آن در سرشماری سال ۲۰۱۰ میلادی، ۴۵۲
نفر بوده‌است.